# Klosterhof (Linz)

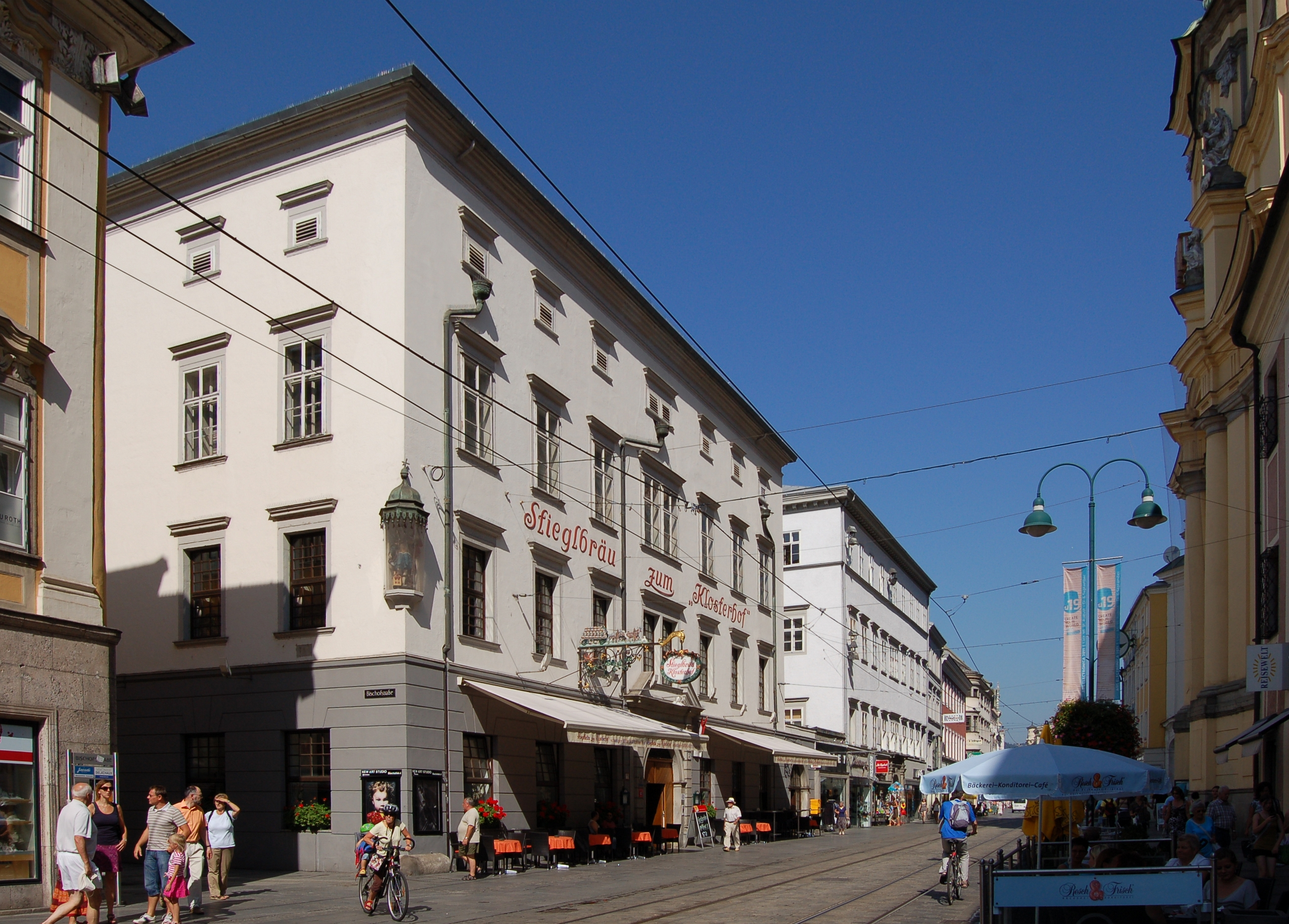
Klosterhof von Südost, Ecke Bischofstraße 2 / Landstraße 30 (2011)

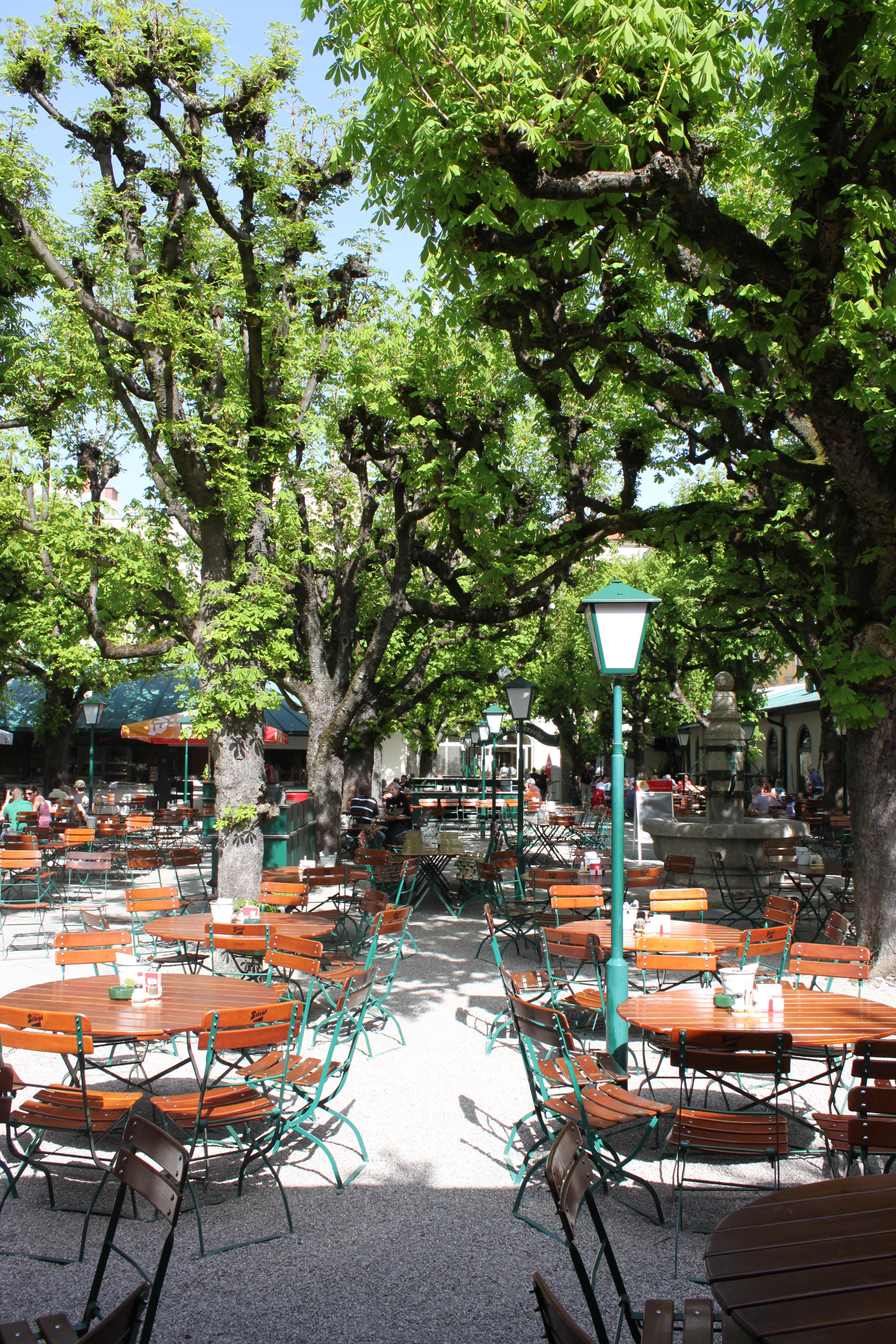
Hofseitiger Gastgarten (2013)

Der Klosterhof, das ehemalige Baumgartenberger Stiftshaus steht in der zentralen Fußgängerzone Landstraße in der Stadt Linz. Das Gebäude ist seit vielen Jahrzehnten ein Gasthaus mit einem weitläufigen Gastgarten. Es steht unter Denkmalschutz (Listeneintrag).

## Geschichte
Das erste Haus wurde 1595 urkundlich genannt und ging 1626 an das ehemalige Zisterzienserkloster Stift Baumgartenberg und nach dessen Aufhebung im Jahre 1784 an das Stift Kremsmünster der Benediktiner. Dies geschah als Ersatz für ein Stiftshaus in der Herrenstraße 17, das nun als Bischofshof für die neu geschaffene Diözese Linz genutzt wurde. Das Haus diente den Benediktinern bis 1883 zur Unterbringung des Museums physicum und bis 1928 zur Unterbringung der Linzer Studienbibliothek.
Das heutige Gebäude wurde nach 1652 erbaut und um 1693 um einen Hofflügel mit einer Kapelle erweitert. Das rechte Hofhaus erbaute 1910 Baumeister Matthäus Schlager. Von 1930 bis 1931 erfolgte mit Architekt Franz Zell aus München der Umbau zum Gasthaus Klosterhof.

## Gebäude
Der mächtige, an drei Seiten freistehende, dreigeschoßige, frühbarocke Bau mit einem Walmdach fällt durch das dritte Obergeschoß auf, welches als Dachspeicher ausgeführt wurde und kleine Fenster mit Lüftungsgittern hat. Hofseitig ist ein fünfjochiger Arkadengang des Stiftshauses, welcher 1930 vorgesetzt über zwei Joche erweitert wurde. Im Süden zur Bischofstraße schließt an das Hauptgebäude ein kleiner dreigeschoßiger Hofflügel an. Die Eckausbildung ist abgeschrägt und im Obergeschoß ist die ehemalige Kapelle. Am Ende des weitläufigen Hofes mit Gartenmauer in der Bischofstraße steht ein Stöckl mit quadratischem Grundriss und Zeltdach.
Die Salzburger Stieglbrauerei ist seit 1929 Pächter des Hauses. 